# Wortelkanaal
De tanden bestaan uit een kroon en één of meer wortels. De kroon is het gedeelte dat boven het tandvlees zichtbaar is; de wortels zitten onder het tandvlees in de kaak verankerd. In iedere wortel loopt een kanaal, het wortelkanaal.
Dit kanaal is gevuld met zenuwvezels en kleine bloedvaten, ook wel pulpa genoemd. Het wortelkanaal is meestal een dun ovaalvormige tunnel centraal in de wortel gelegen (indien het kanaal niet centraal ligt, mag men twee kanalen verwachten).
Het wortelkanaal is zeer grillig van vorm. Helemaal aan de punt van de wortel vormt zich een vernauwing (apicale constrictie) en bovenaan komen alle kanalen samen (indien er meer dan een is) in een pulpakamer. Elk kanaal heeft heel fijne zijkanaaltjes. Aan de apex zijn er meestal zeer vele, zeer fijne vertakkingen zoals bij een delta van de rivier. Indien er twee kanalen aanwezig zijn is er meestal een splitsing dicht bij de pulpakamer, dicht bij de kroon, maar dit kan ook dicht bij de apex zijn.
Bij een wortelkanaalbehandeling tracht men het hele kanalensysteem te verbreden, te desinfecteren en te vullen.
Aantal wortelkanalen bij het menselijk gebit:
|                                 | onderkaak | bovenkaak |
| ------------------------------- | --------- | --------- |
| snijtanden (1 en 2)             | 1         | 1 of 2    |
| hoektanden (3)                  | 1 of 2    | 1 of 2    |
| eerste premolaar (4)            | 2         | 1         |
| tweede premolaar (5)            | 1         |           |
| eerste molaar (6)               | 4         | 3 of 4    |
| tweede molaar (7)               | 3         | 3 of 4    |
| derde molaar (verstandskies, 8) |           | 3 of 4    |

In de beschermde omgeving van het wortelkanaal blijft DNA goed bewaard. Dat maakt het wortelkanaal bij mens en dier een goede bron van erfelijk meteriaal voor de Archeogenetica.